# Ghiacciaio Baker
Il ghiacciaio Baker (in inglese Baker Glacier) è un ghiacciaio situato nell'Alaska (Stati Uniti) sud-centrale nel Census Area di Valdez-Cordova.

## Dati fisici
Il ghiacciaio si trova all'estremità nord-occidentale della Foresta Nazionale di Chugach (Chugach National Forest). È lungo mediamente 2,8 km e largo al massimo 1.700 metri e nasce nel gruppo montuoso Chugach (estremità nord-occidentale), in particolare dal monte Muir (Mount Muir). Il ghiacciaio, che non finisce nel mare, si forma ad una altitudine di circa 1.500 m s.l.m. e termina a circa 500 m s.l.m.. Con un dislivello di 1.000 metri ha una pendenza media di 35%.
Il ghiacciaio è circondato dai seguenti monti (tutti appartenenti al gruppo montuoso del Chugach):
| Nome del monte | Altezza (m s.l.m.) | Coordinate             | Distanza e direzione dal ghiacciaio |
| -------------- | ------------------ | ---------------------- | ----------------------------------- |
| Mount Muir     | 2.091              | 61°06′29″N 148°22′42″W | 2 km verso nord                     |
| Mount Doran    | 1.057              | 61°01′11″N 148°14′22″W | 10 km verso sud-est                 |
| Mount Gilbert  | 2.682              | 61°10′21″N 148°16′06″W | 11 km verso nord-est                |
| Mount Curtis   | 1.152              | 61°04′34″N 148°05′40″W | 15 km verso est                     |

Altri ghiacciai vicini al Baker sono:
| Nome del ghiacciaio | Quota alle coordinate indicate (m s.l.m.) | Coordinate             | Distanza e direzione dal ghiacciaio |
| ------------------- | ----------------------------------------- | ---------------------- | ----------------------------------- |
| Detached Glacier    | 1.142                                     | 61°04′22″N 148°23′46″W | 2 km verso sud-ovest                |
| Penniman Glaciers   | 1.208                                     | 61°05′42″N 148°20′24″W | 2 km verso nord-est                 |
| Stairway Glacier    | 924                                       | 61°04′37″N 148°29′15″W | 7 km verso ovest                    |
| Cataract Glacier    | 976                                       | 61°01′39″N 148°25′23″W | 7 km verso sud-ovest                |
| Surprise Glacier    | 713                                       | 61°01′05″N 148°29′46″W | 9 km verso sud-ovest                |

## Storia
Il ghiacciaio è stato nominato nel 1910 in ricordo di Marcus Baker (1849-1903), cartografo e autore del "Dizionario dell'Alaska".

## Accessi e turismo
Il ghiacciaio è visibile dall'insenatura Surprise (Surprise Inlet) che fa parte del fiordo di Harriman (Harriman Fjord) ed è raggiungibile solamente via mare da Whittier (65 km circa) a da Valdez (160 km circa). Durante la stagione turistica sono programmate diverse escursioni via mare da Whittier per visitare il ghiacciaio e quelli vicini.

## Alcune immagini

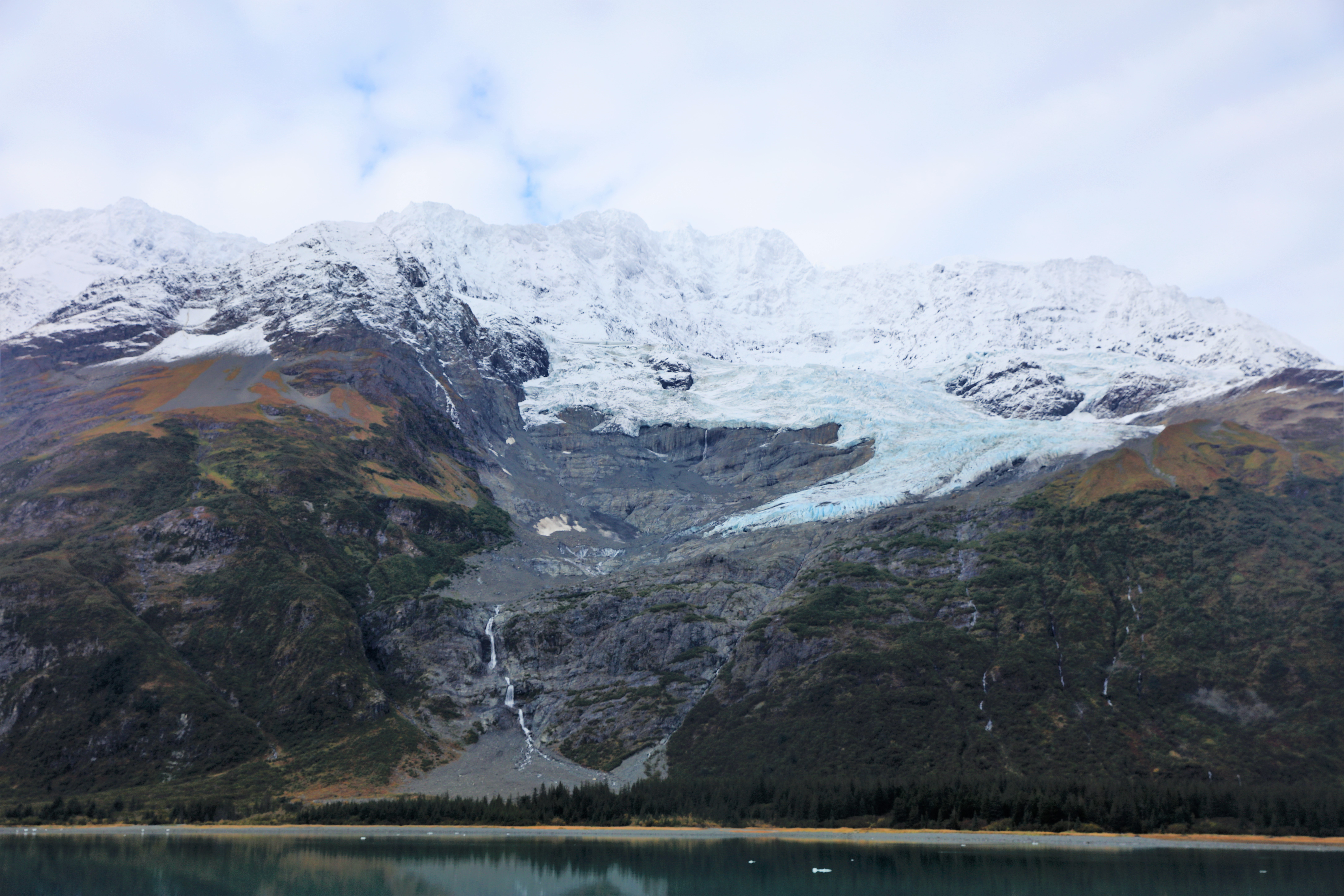
Il ghiacciaio in settembre
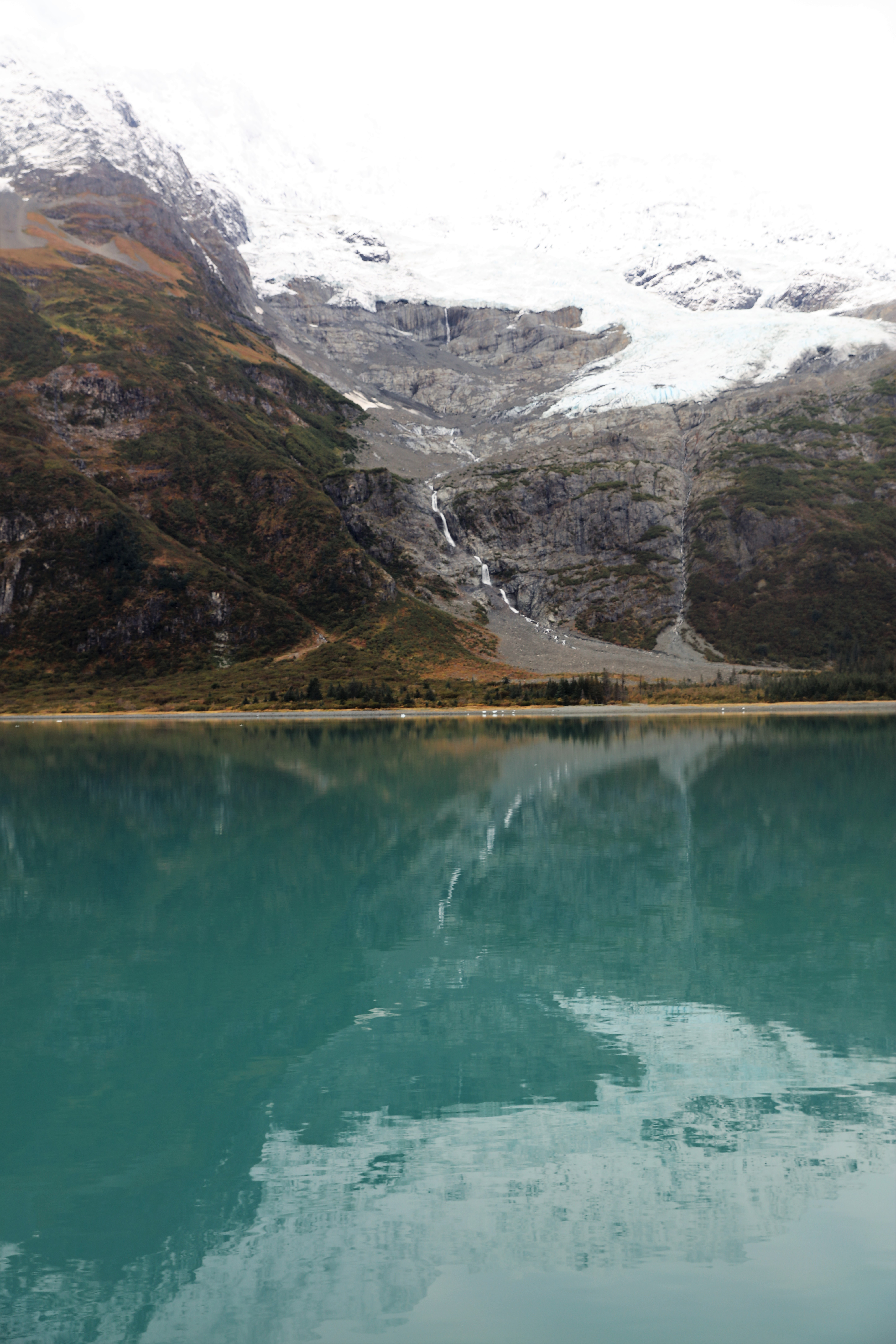
Riflesso del ghiacciaio sulle acque dell'insenatura Surprise
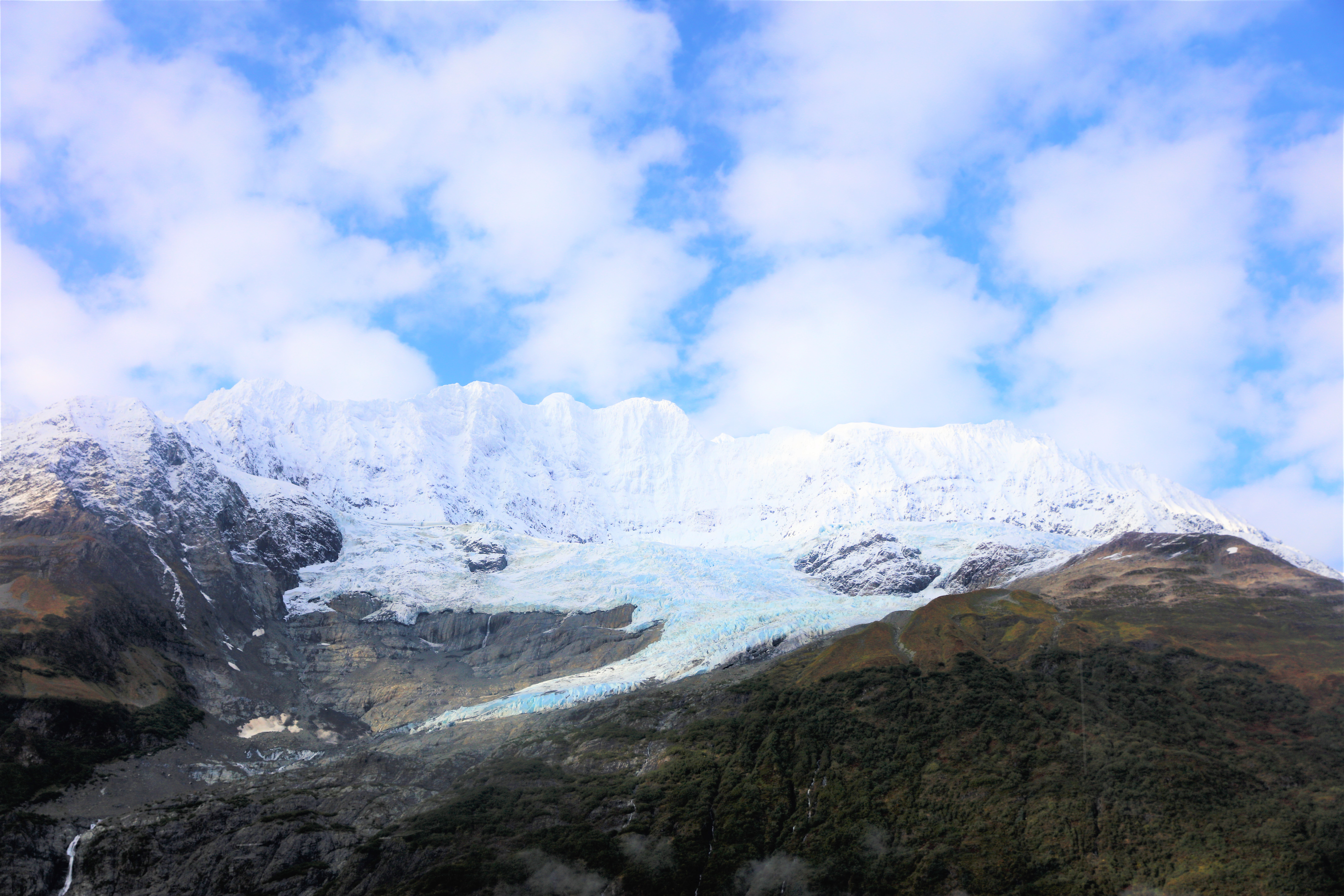
Le cime del monte Muir dal quale nasce il ghiacciaio